# Die blonde Sünderin
Die blonde Sünderin ist ein französischer Spielfilm aus dem Jahr 1962 unter der Regie von Jacques Demy, der auch das Drehbuch schrieb. Es war Demys zweiter Langfilm nach Lola, das Mädchen aus dem Hafen und vor Die Regenschirme von Cherbourg. Die weibliche Hauptrolle spielte Jeanne Moreau. Der französische Originaltitel La baie des anges (übersetzt: „Die Bucht der Engel“) bezieht sich auf die vor Nizza gelegene Bucht dieses Namens.

## Handlung
Jean Fournier ist ein kleiner Bankangestellter, der ein langweiliges Leben führt. Als er erstmals in einem Casino ist und eine größere Summe gewinnt, ändert sich sein Leben. Für seinen nächsten Urlaub plant er eine Reise nach Nizza, um dort das Spielcasino zu besuchen. Darüber kommt es zum Streit mit seinem Vater, der gegen das Glücksspiel ist und es als nicht passend für Jeans Beruf als Bankkaufmann ansieht. Er fährt dennoch nach Nizza und lernt dort die attraktive Jackie kennen. Jackie ist spielsüchtig und ihre erste Ehe ist an dieser Spielsucht gescheitert. Jean hat nun die richtige Partnerin für das aufregende Spiel gefunden. Gemeinsam besuchen sie auch das berühmte Spielcasino von Monte Carlo. Das Glück scheint ihnen hold und sie verbringen nun ihre Zeit in Luxushotels und weiterhin in der Spielbank. Für Jean beginnt ein Leben auf der Sonnenseite. Erst war Jackie nur Spielbegleiterin, jetzt wird sie seine große Liebe. Doch das Glück wendet sich schon bald von Jean wieder ab. Das gewonnene Geld ist bald verspielt, Jean ist pleite und desillusioniert. Er möchte so schnell wie möglich in sein altes Leben zurückkehren. Sein Vater leiht ihm Geld für die Rückfahrt. Doch als er Jackie aus dem Hotel abholen will, ist sie schon wieder im Spielsaal. Dort verliert sie und schickt ihn weg. Er geht, sie blickt sich um, springt auf und läuft ihm hinterher. Vor dem Casino, im gleißenden Sonnenlicht, umarmen sie sich.

## Kritiken
„Eine nicht ganz glaubwürdige, in den Spielsälen von Nizza und Monte Carlo elegant inszenierte, atmosphärisch dichte Charakterstudie.“

„Die blonde Sünderin ist ein äußerst komprimierter Film, bestechend durch seine Schlichtheit und scheinbare Einfachheit.“

„Ein Film von großer Meisterschaft, bestechend schlicht und zugleich elegant inszeniert und mit herausragenden Akteuren besetzt, die den komplexen Figuren ausreichend Tiefgang verleihen, um diesen Film zu einem packenden Erlebnis zu machen.“

„Gut gespielte, aber vom Drehbuch her nicht befriedigend gelöste Charakterstudie aus dem Milieu der ‚süchtigen‘ Roulettespieler.“

## Interessantes
Costa-Gavras war bei dem Film Regieassistent, Claude Zidi Kameraassistent.

## DVD
Kinowelt / Arthaus, 2007. Deutsch synchronisierte Fassung und französische Originalfassung, wahlweise mit deutschen Untertiteln.